# 盖佐二世

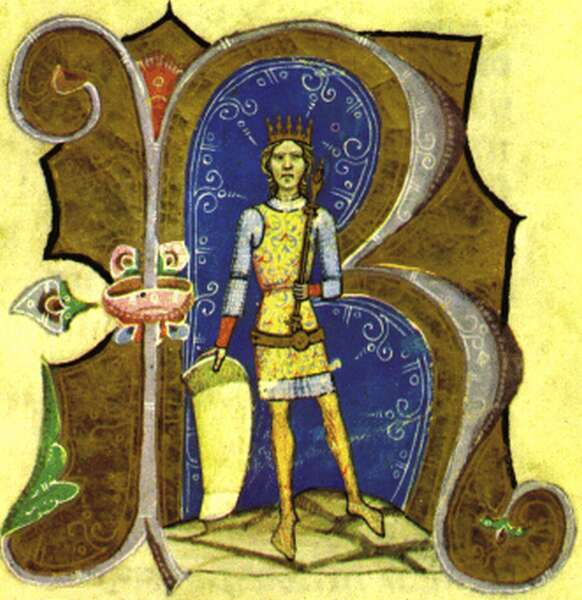
描繪在匈牙利編年史中的盖佐二世

盖佐二世（匈牙利語：II. Géza；1130年—1162年5月31日），阿爾帕德王朝匈牙利及克羅地亞國王（1141年—1162年在位）。貝拉二世與其妻子塞爾維亞公主伊洛娜所生的長子，拉斯洛二世及伊什特萬四世的兄長。

## 早年
1129年，當伊什特萬二世知道其堂弟貝拉二世並未死去時，他很高興並接他回國，賜托爾瑙為他的封地，並為他娶了塞爾維亞公主伊洛娜為妻。1130年，盖佐二世出生。1131年春天，伊什特萬二世逝世，他的指定繼承人掃羅亦於同年早前逝世。王位由貝拉二世繼承。數月後，伊洛娜帶了盖佐二世及其弟拉斯洛在阿拉德舉行了集會，在此她下令屠殺了68位因他們的意見而弄盲貝拉二世的大臣。

## 統治期間
1141年，父親貝拉二世逝世時，盖佐二世仍是孩童，只得11歲，由他的母親伊洛娜及他的舅父別勞許攝政。直至1146年，盖佐二世才親政。盖佐二世是匈牙利歷史上最有權力的君主之一，他多次成功介入鄰國的內政。
1145年，卡爾曼與第二任妻子基輔的埃烏費米亞所生的私生子（匈牙利國民不承認他的地位，基輔的埃烏費米亞是因通姦而被逐出匈牙利）鮑里斯投靠神聖羅馬皇帝康拉德三世，因為波希米亞公爵弗拉迪斯拉夫二世的推介下，皇帝准許他率領巴伐利亞和奧地利僱傭兵軍隊攻入匈牙利，並取下普萊斯堡。王家衛隊迅速圍住普萊斯堡，並以補償誘使僱傭兵軍隊不抵抗下投降。匈牙利人怨恨神聖羅馬皇帝國一手速成鮑里斯的入侵，決定攻打神聖羅馬皇帝國。在16歲的盖佐二世及其舅父的帶領下，匈牙利軍隊於同年的9月11日在菲莎戰役中打敗了由奧地利藩侯亨利二世率領的帝國軍隊。
1146年，盖佐二世與基輔大公伊賈斯拉夫二世·姆斯季斯拉維奇的姊姊基輔的歐芙洛緒涅結婚。與神聖羅馬帝國的關係因鮑里斯趁皇帝康拉德三世發動十字軍東征，要求率軍經過匈牙利至聖地，令雙方關係仍然緊張。當十字軍行經匈牙利時，因為盖佐二世懂得用金錢派給各德意志諸侯，所以他們並沒有攻擊匈牙利。據匈牙利編年史記載，雖然國王已經下令如鮑里斯途經匈牙利，便重金活捉他，但是鮑里斯仍在法國國王路易七世的保護下經過匈牙利，最後鮑里斯在拜占庭帝國定居。
1140年代未，因西西里入侵拜占庭帝國，拜占庭帝國科穆寧王朝的皇帝曼努埃爾一世與西西里國王魯傑羅二世對立。曼努埃爾一世拉攏神聖羅馬皇帝康拉德三世結盟，而盖佐二世就與魯傑羅二世結盟對抗。
1148年春天，盖佐二世增援其妻舅伊賈斯拉夫二世·姆斯季斯拉維奇以對抗切爾尼戈夫公爵弗拉基米爾·達維多維奇的對戰。1149年8月，伊賈斯拉夫·姆斯季斯拉維奇至少有兩次被蘇茲達爾王公尤里·多爾戈魯基趕出基輔，所以再向姊夫盖佐二世求援。但是盖佐二世以與拜占庭帝國開戰為借口，暫不赴援。匈牙利輔助伊賈斯拉夫二世在1150早春重新占領基輔，1150年秋天，盖佐二世率軍與加利奇公爵弗拉基米爾科·沃洛達列維奇作戰，他攻陷薩諾克，但是其將軍受賄而慫恿盖佐二世於11月前從加利奇退兵。
1150年，盖佐二世派遣騎兵大軍聯合舅父塞爾維亞大公烏洛許二世對抗拜占庭帝國，可惜於1150年9月在塔拉河被拜占庭帝國打敗，塞爾維亞大公只好接受拜占庭帝國宗主地位。曼努埃爾一世為了報復匈牙利，入侵薩瓦河與多瑙河之間的土地。鮑里斯因有拜占庭帝國大軍相助，入侵匈牙利，蒂米什河河谷滿目瘡痍。盖佐二世由加利奇撤退回國，因為要保留實力而於1150年至1151年與拜占庭帝國簽署和約。
1152年，盖佐二世與伊賈斯拉夫二世聯合出兵加利奇，在桑河打敗弗拉基米爾科·沃洛達列維奇的軍隊。此時鮑里斯又得到拜占庭帝國幫助率兵攻打匈牙利王國南部，可是盖佐二世再次打敗鮑里斯，並與拜占庭帝國議和。
1154年，盖佐二世支持安德洛尼卡·科穆寧推翻曼努埃爾一世，但是曼努埃爾一世平定叛亂及收復失地。

## 繼承問題
1157年，盖佐二世的三弟伊什特萬得到舅父別勞許支持，意圖推翻盖佐二世。當盖佐二世平定此次叛亂，伊什特萬出逃至神聖羅馬帝國投靠腓特烈一世，盖佐二世派出使者承諾襄助神聖羅馬帝國出兵米蘭公國，以換取他不支持伊什特萬。伊什特萬只好逃至君士坦丁堡。
1159年，二弟拉斯洛亦意圖推翻盖佐二世。
1161年，得到來自新的艾斯特根主教盧卡奇的啟蒙，盖佐二世不僅承認教皇亞歷山大三世的合法性，而不是皇帝腓特烈一世支持的對立教皇威克多四世，同時他也放棄授職的權利。
1162年，盖佐二世逝世，葬於塞克什白堡，由他的長子伊什特萬三世繼承王位。
| 盖佐二世 阿爾帕德王朝出生于：1130年逝世於：1162年5月31日 | 盖佐二世 阿爾帕德王朝出生于：1130年逝世於：1162年5月31日 | 盖佐二世 阿爾帕德王朝出生于：1130年逝世於：1162年5月31日 |
| 統治者頭銜                                               | 統治者頭銜                                               | 統治者頭銜                                               |
| -------------------------------------------------------- | -------------------------------------------------------- | -------------------------------------------------------- |
| 前任者： 貝拉二世                                        | 匈牙利國王 1141年–1162年                                 | 繼任者： 伊什特萬三世                                    |